# Gioco in forma estesa

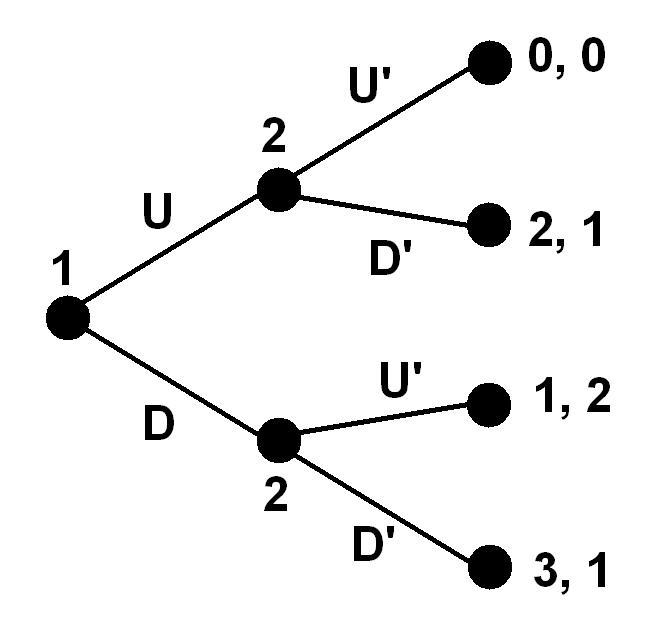
Un gioco rappresentato in forma estesa

Un gioco in forma estesa è uno dei principali modelli usato in teoria dei giochi, con la caratteristica di rappresentare un gioco mediante un albero. 
Ogni nodo (chiamato nodo decisionale) rappresenta il complesso delle scelte effettuate in precedenza. Si inizia a giocare da un unico nodo iniziale, e il gioco scorre attraverso l'albero lungo un percorso determinato dai giocatori fino a quando un nodo terminale viene raggiunto. Ai nodi terminali sono associati i payoff assegnati a tutti i giocatori. Ad ogni nodo non terminale è associato un giocatore: questo giocatore sceglie fra le mosse possibili in quel nodo, le quali sono rappresentate da un lato che conduce ad un altro nodo.
La forma estesa è un'alternativa alla forma strategica (detta anche forma normale). A differenza della forma strategica, la forma estesa consente la modellazione esplicita di interazioni in cui un giocatore fa più di una mossa durante il gioco, e la sua mossa può dipendere da diversi stati. 
| Controllo di autorità | GND (DE) 7514675-7 |